# Félix Vogeli
Félix Vogeli, né le 14 septembre 1832 à Douai (Nord) et mort le 1er juin 1910 à Mens (Isère), est un homme politique français. 

## Détail des fonctions et des mandats
Mandats locaux
- Conseiller général
- Vice-président du Conseil général de l'Isère

Mandats parlementaires
- 20 août 1893 - 31 mai 1898 : Député de l'Isère
- 27 avril 1902 - 31 mai 1906 : Député de l'Isère

## Sources
- « Félix Vogeli », dans le Dictionnaire des parlementaires français (1889-1940), sous la direction de Jean Jolly, PUF, 1960 [détail de l’édition]